# Бачки Брег
Бачки Брег (хрв. Bereg, мађ. Béreg), је насеље у граду Сомбор, у Западнобачком управном округу, крајњем северозападу Војводине, на самој граници са Мађарском и близу границе са Хрватском. Недалеко од села се налази најзападнија тачка Србије.
Према попису из 2022. било је 769 становника.
Овде се налази римокатоличка црква Светог арханђела Михаила у Бачком Брегу.

## Име
Назив села Бачки Брег у употреби је од ослобођења 1918. године. Пре се то место звало Берег, што је словенског порекла, а значи мокро,подводно, жбуновито земљиште.

## Историја
Први помен је из 1319. године када Имре Бечеи купује земљу Берег од Петра Буда. Село није зидано по каквом плану, већ онако без плана, без реда, те су зато улице и данас криве, збуњене, овде широке, а онде узане. Темељ селу ударен је код цркве, то је место највише. Село се постепено ширило према истоку, а не према западу, где је поред села текао некада и Дунав. Село је опустело доласком Турака.
Колонизацијом из 1620. године досељени су становници из Клиса крај Сплита. Потомци досељеника су Шокци. Од 1740. до 1743. становници Берега зидају нову цркву, али врло трошну. Посвећена је Архангелу Михаилу. Берешка парохија почиње да води матице 1770. године а Берег 1786. године добија нову католичку цркву, која постоји и данас, дугачка је 33, а широка 14 метара. Данас у Бачком Брегу живи мање од 1.000 становника. Већину чине Хрвати (Шокци).

## Демографија
У насељу Бачки Брег живи 1142 пунолетна становника, а просечна старост становништва износи 43,1 година (40,4 код мушкараца и 45,5 код жена). У насељу има 503 домаћинства, а просечан број чланова по домаћинству је 2,76 (попис 2002).
Становништво у овом насељу веома је нехомогено, а у последња три пописа, примећен је пад у броју становника.
|  |

| Демографија | Демографија | Демографија |
| Година      | Становника  | Становника  |
| ----------- | ----------- | ----------- |
| 1948.       | 2.244       |             |
| 1953.       | 2.218       |             |
| 1961.       | 2.045       |             |
| 1971.       | 2.006       |             |
| 1981.       | 1.770       |             |
| 1991.       | 1.585       | 1.493       |
| 2002.       | 1.388       | 1.477       |

| Етнички састав према попису из 2002.‍ | Етнички састав према попису из 2002.‍ | Етнички састав према попису из 2002.‍ | Етнички састав према попису из 2002.‍ | Етнички састав према попису из 2002.‍ |
| ------------------------------------ | ------------------------------------ | ------------------------------------ | ------------------------------------ | ------------------------------------ |
|                                      |                                      |                                      |                                      |                                      |
| Хрвати                               | Хрвати                               |                                      | 738                                  | 53,17%                               |
| Срби                                 | Срби                                 |                                      | 344                                  | 24,78%                               |
| Југословени                          | Југословени                          |                                      | 67                                   | 4,82%                                |
| Мађари                               | Мађари                               |                                      | 34                                   | 2,44%                                |
| Немци                                | Немци                                |                                      | 8                                    | 0,57%                                |
| Буњевци                              | Буњевци                              |                                      | 4                                    | 0,28%                                |
| Црногорци                            | Црногорци                            |                                      | 3                                    | 0,21%                                |
| Словенци                             | Словенци                             |                                      | 1                                    | 0,07%                                |
| Словаци                              | Словаци                              |                                      | 1                                    | 0,07%                                |
| Руси                                 | Руси                                 |                                      | 1                                    | 0,07%                                |
| Македонци                            | Македонци                            |                                      | 1                                    | 0,07%                                |
| непознато                            | непознато                            |                                      | 36                                   | 2,59%                                |

| Година пописа     | 1948. | 1953. | 1961. | 1971. | 1981. | 1991. | 2002. |
| ----------------- | ----- | ----- | ----- | ----- | ----- | ----- | ----- |
| Број домаћинстава | 584   | 600   | 613   | 654   | 597   | 570   | 503   |

| Број чланова      | 1   | 2   | 3   | 4   | 5  | 6  | 7 | 8 | 9 | 10 и више | Просек |
| ----------------- | --- | --- | --- | --- | -- | -- | - | - | - | --------- | ------ |
| Број домаћинстава | 117 | 127 | 102 | 101 | 34 | 17 | 5 | 0 | 0 | 0         | 2,76   |

| Пол    | Укупно | Неожењен/Неудата | Ожењен/Удата | Удовац/Удовица | Разведен/Разведена | Непознато |
| ------ | ------ | ---------------- | ------------ | -------------- | ------------------ | --------- |
| Мушки  | 566    | 169              | 362          | 24             | 11                 | 0         |
| Женски | 630    | 90               | 358          | 155            | 26                 | 1         |
| УКУПНО | 1.196  | 259              | 720          | 179            | 37                 | 1         |

| Пол    | Укупно                    | Пољопривреда, лов и шумарство | Рибарство                            | Вађење руде и камена | Прерађивачка индустрија       |
| ------ | ------------------------- | ----------------------------- | ------------------------------------ | -------------------- | ----------------------------- |
| Мушки  | 253                       | 134                           | 2                                    | 0                    | 43                            |
| Женски | 185                       | 75                            | 0                                    | 0                    | 40                            |
| УКУПНО | 438                       | 209                           | 2                                    | 0                    | 83                            |
| Пол    | Производња и снабдевање   | Грађевинарство                | Трговина                             | Хотели и ресторани   | Саобраћај, складиштење и везе |
| Мушки  | 2                         | 10                            | 13                                   | 6                    | 18                            |
| Женски | 0                         | 1                             | 16                                   | 5                    | 4                             |
| УКУПНО | 2                         | 11                            | 29                                   | 11                   | 22                            |
| Пол    | Финансијско посредовање   | Некретнине                    | Државна управа и одбрана             | Образовање           | Здравствени и социјални рад   |
| Мушки  | 2                         | 2                             | 13                                   | 3                    | 2                             |
| Женски | 1                         | 5                             | 10                                   | 12                   | 16                            |
| УКУПНО | 3                         | 7                             | 23                                   | 15                   | 18                            |
| Пол    | Остале услужне активности | Приватна домаћинства          | Екстериторијалне организације и тела | Непознато            | Непознато                     |
| Мушки  | 3                         | 0                             | 0                                    | 0                    | 0                             |
| Женски | 0                         | 0                             | 0                                    | 0                    | 0                             |
| УКУПНО | 3                         | 0                             | 0                                    | 0                    | 0                             |